# Stefan Weppelmann
Stefan Weppelmann (geboren 1970 in Dülmen) ist ein deutscher Kunsthistoriker. Seit 2021 leitet er als Direktor das Museum der bildenden Künste in Leipzig.

## Leben
Stefan Weppelmann studierte an der Universität Münster Kunstgeschichte, Klassische Archäologie und Kommunikationswissenschaft. Seine Magisterarbeit schrieb er über die Altarbilder von Peter Paul Rubens für die Basilica di Santa Croce in Gerusalemme in Rom. Danach arbeitete er im Bereich Ausstellungen des Westfälischen Landesmuseums für Kunst und Kulturgeschichte in Münster. Es folgte ein Forschungsaufenthalt am Metropolitan Museum of Art in New York. An der Universität Florenz war Weppelmann wissenschaftlicher Mitarbeiter des Forschungsprojekts Corpus of Florentine Painting und setzte sein Studium an der Fondazione Longhi und am Kunsthistorischen Institut in Florenz fort. 2002 wurde er mit der Dissertation Spinello Aretino und die toskanische Malerei des 14. Jahrhunderts an der Westfälischen Wilhelms-Universität Münster promoviert.
Ab 2003 arbeitete er an der Gemäldegalerie der Staatlichen Museen zu Berlin als Kurator für italienische und spanische Malerei der Renaissance. Zu seinen vielbeachteten Ausstellungen gehörten die in Kooperation mit dem Metropolitan Museum of Art gezeigte Schau  Gesichter der Renaissance oder die dem Wirken und Nachwirken von Sandro Botticelli gewidmete Ausstellung The Botticelli Renaissance. Zum 1. März 2015 wechselte Weppelmann nach Wien, wo er als Nachfolger von Sylvia Ferino Direktor der Gemäldegalerie des Kunsthistorischen Museums wurde. Dort gehörte 2017 die Ausstellung Rubens: Kraft der Verwandlung zu seinen ersten großen Schauen. Weppelmann ist Autor zahlreicher Veröffentlichungen. Zum 2. Januar 2021 übernahm er als Direktor die Leitung des Museums der bildenden Künste in Leipzig.

## Veröffentlichungen (Auswahl)
- Rubens: Die Altarbilder für Santa Croce in Gerusalemme in Rom. Agenda Verlag, Münster 1998, ISBN 3-89688-027-6.
- Spinello Aretino und die toskanische Malerei des 14. Jahrhunderts. Edifir, Florenz 2003, ISBN 88-7970-166-5.
- Geschichten auf Gold. Bilderzählungen in der frühen italienischen Malerei. SMB-DuMont, Berlin 2005, ISBN 978-3-8321-7676-1.
- Zeremoniell und Raum in der Frühen Italienischen Malerei. Michael Imhof Verlag, Petersberg 2007, ISBN 978-3-86568-260-4.
- mit Wolf-Dietrich Löhr: Fantasie und Handwerk. Cennino Cennini und die Tradition der toskanischen Malerei von Giotto bis Lorenzo Monaco. Hirmer, München 2008, ISBN 3-7774-4115-5.
- mit Gerhard Wolf: Rothko–Giotto. Hirmer, München 2009, ISBN 978-3-7774-8025-1.
- mit Sherin Najjar: Botticelli–Grey König, Köln 2011, ISBN 978-3-86335-093-2.
- mit Keith Christiansen: Gesichter der Renaissance: Meisterwerke italienischer Portrait-Kunst. Hirmer, München 2011, ISBN 3-7774-3581-3.
- mit Mark Evans: The Botticelli Renaissance. Hirmer, München 2015, ISBN 978-3-7774-2370-8.
- mit Gerlinde Gruber, Sabine Haag, Jochen Sander: Rubens: Kraft der Verwandlung. Hirmer, München 2017, ISBN 978-3-99020-146-6.
- mit Gudrun Swoboda: Caravaggio & Bernini. Entdeckung der Gefühle, Hirmer, München 2019, ISBN 978-94 6388 710 6.
- Looking in the Mirror and in the Museum. Intention and Tradition in German and Austrian Self-Portraiture, 1900–1940, in: Tobias G. Natter: The Self-Portrait from Schiele to Beckmann, Prestel, München / London / New York 2019, ISBN 978-3-7913-5859-8.
- mit Andreas Kugler, Jasper Sharp, Andreas Zimmermann: Beethoven bewegt, Hatje Cantz, Berlin 2020, ISBN 978-3-7757-4748-6.
- mit Sabine Hoffmann: Olga Costa. Dialoge mit der mexikanischen Moderne, Hirmer, München 2022, ISBN 978-3-7774-4078-1.